# ザイン (企業)
ザイン（Zain Group）は、クウェートに本社を置く携帯電話事業を営む企業である。1983年にクウェートにモバイル・テレコミュニケーションズ・カンパニー（Mobile Telecommunications Company：MTC）として設立し、2007年、ザインにブランドを変更した。2011年3月ではアフリカ、中東8ヶ国に3760万人以上の加入者を持つ。
同社のスローガンは、A wonderful world。

## アフリカでの営業
ザインの中核地域であるMENA地域に加え、2005年から2010年にかけて、サブサハラ地域にて営業を行なっていた。
2005年に、サブサハラ地域の13カ国に500万人の顧客を抱えるスーダンが拠点のセルテル・インターナショナル（英語版）を34億ドルで買収し、サブサハラ地域に参入した。ザインは買収後、インフラへの投資を行い、追加で2カ国の営業免許も取得した。2010年6月では、4000万人の顧客をアフリカ大陸に持ち、ブルキナファソ、チャド、コンゴ民主共和国、ガボン、ガーナ、ケニア、マダガスカル、マラウイ、ニジェール、ナイジェリア、シエラレオネ、タンザニア、ウガンダ、ザンビアで事業活動を行なっていた。
2010年、ザインはアフリカでの事業をインドが拠点のバーティ・エアテルに107億ドルで売却した。バーティ・エアテルはアフリカ市場にかねてより興味を持っており、過去に2度、南アフリカのMTNの買収に失敗している。

## 運営
ザインは以下の国で営業している:
| 国             | ウェブサイト | 備考                                 |
| -------------- | ------------ | ------------------------------------ |
| バーレーン     | bh.zain.com  | 2003年にMTC-Vodafoneとして営業開始。 |
| イラク         | iq.zain.com  | 2003年に営業開始。                   |
| ヨルダン       | jo.zain.com  |                                      |
| クウェート     | kw.zain.com  |                                      |
| レバノン       | touch.com.lb |                                      |
| モロッコ       | inwi.ma      |                                      |
| サウジアラビア | sa.zain.com  |                                      |
| スーダン       | sd.zain.com  |                                      |
| 南スーダン     | sd.zain.com  | 南スーダン最大の通信会社             |